# Twinkle
Twinkle, właśc. Lynn Annette Ripley (ur. 15 lipca 1948, zm. 21 maja 2015) – brytyjska piosenkarka i autorka tekstów.
Urodziła się w zamożnej rodzinie, jej ojciec był uznanym biznesmenem. Jako wokalistka debiutowała mając zaledwie 16 lat, a okres jej największej popularności przypadł na pierwszą połowę lat 60. XX wieku. Jej piosenki, wpisujące się w nurt muzyki pop, pojawiły się wówczas w brytyjskiej telewizji, a sama Twinkle nagrała szereg singli dla wytwórni fonograficznej Decca. Do jej największych przebojów należały takie utwory jak piosenka Terry, do której Twinkle sama napisała tekst mając 14 lat. Utwór ten pomimo znaczącej popularności spotkał się z oskarżeniami o złym guście co ostatecznie doprowadziło do zakazu jego emisji w telewizji BBC. Innym przebojem, który przyniósł Twinkle znaczną popularność, była piosenka „Golden Lights”. 

## Wybrana dyskografia
Single i EP
- 1964: „Terry” / „The Boy of My Dreams”
- 1965: „Golden Lights” / „Ain’t Nobody Home But Me”
- 1965: „Lonely Singing Doll” (EP) („A Lonely Singing Doll” / „Unhappy Boy” // „Ain’t Nobody Home But Me” / „Golden Lights”)
- 1965: „Tommy / „So Sad”
- 1965: „Poor Old Johnny” / „I Need Your Hand in Mine”
- 1965: „The End of the World” / „Take Me to the Dance”
- 1966: „What Am I Doing Here With You?” / „Now I Have You”
- 1969: „Micky” / „Darby and Joan”
- 1974: „Days” / „Caroline” (jako Twinkle Ripley)
- 1982: „I’m a Believer”
- 1984: „For Sale”

Albumy
- Little Star